# Mohamed Taabouni
Mohamed Taabouni (Haarlem, 29 marzo 2002) è un calciatore olandese, centrocampista dell'Al-Sailiya.

## Carriera

### Club
Cresciuto nel settore giovanile dell'AZ Alkmaar, ha esordito in prima squadra il 18 dicembre 2019, in occasione dell'incontro di KNVB beker vinto 3-0 contro il Groene Ster. Il 5 dicembre 2021 ha debuttato anche in Eredivisie, disputando la partita vinta 3-1 contro lo Sparta Rotterdam, mentre quattro giorni dopo ha esordito nelle coppe europee, prendendo parte all'incontro di Conference League vinto 1-0 contro il Randers.
Il 1º luglio 2022 è stato acquistato dal Feyenoord, firmando un contratto biennale.

### Nazionale
Ha rappresentato le nazionali giovanili olandesi, vincendo anche un campionato europeo Under-17 nel 2019.

## Statistiche

### Presenze e reti nei club
Statistiche aggiornate al 25 febbraio 2023.
| Stagione               | Squadra                | Campionato             | Campionato | Campionato | Coppe nazionali | Coppe nazionali | Coppe nazionali | Coppe continentali | Coppe continentali | Coppe continentali | Altre coppe | Altre coppe | Altre coppe | Totale | Totale |
| Stagione               | Squadra                | Comp                   | Pres       | Reti       | Comp            | Pres            | Reti            | Comp               | Pres               | Reti               | Comp        | Pres        | Reti        | Pres   | Reti   |
| ---------------------- | ---------------------- | ---------------------- | ---------- | ---------- | --------------- | --------------- | --------------- | ------------------ | ------------------ | ------------------ | ----------- | ----------- | ----------- | ------ | ------ |
| 2018-2019              | Jong AZ Alkmaar        | 1D                     | 10         | 1          |                 | -               | -               |                    | -                  | -                  |             | -           | -           | 10     | 1      |
| 2019-2020              | Jong AZ Alkmaar        | 1D                     | 23         | 0          |                 | -               | -               |                    | -                  | -                  |             | -           | -           | 23     | 0      |
| 2020-2021              | Jong AZ Alkmaar        | 1D                     | 31         | 9          |                 | -               | -               |                    | -                  | -                  |             | -           | -           | 31     | 9      |
| 2021-2022              | Jong AZ Alkmaar        | 1D                     | 32         | 5          |                 | -               | -               |                    | -                  | -                  |             | -           | -           | 32     | 5      |
| Totale Jong AZ Alkmaar | Totale Jong AZ Alkmaar | Totale Jong AZ Alkmaar | 96         | 15         |                 | -               | -               |                    | -                  | -                  |             | -           | -           | 96     | 15     |
| 2019-2020              | AZ Alkmaar             | ED                     | 0          | 0          | CO              | 1               | 0               | UEL                | 0                  | 0                  |             | -           | -           | 1      | 0      |
| 2021-2022              | AZ Alkmaar             | ED                     | 1          | 0          | CO              | 0               | 0               | UEL+UECL           | 0+1                | 0                  |             | -           | -           | 2      | 0      |
| Totale AZ Alkmaar      | Totale AZ Alkmaar      | Totale AZ Alkmaar      | 1          | 0          |                 | 1               | 0               |                    | 1                  | 0                  |             | -           | -           | 3      | 0      |
| 2022-2023              | Feyenoord              | ED                     | 4          | 0          | CO              | 1               | 0               | UEL                | 0                  | 0                  |             | -           | -           | 5      | 0      |
| Totale carriera        | Totale carriera        | Totale carriera        | 101        | 15         |                 | 2               | 0               |                    | 1                  | 0                  |             | -           | -           | 104    | 15     |

## Palmarès

### Club

#### Competizioni nazionali
- Campionato olandese: 1

Feyenoord: 2022-2023